# France Soir
France Soir fue un diario generalista francés, fundado en noviembre de 1944, como un periódico clandestino vinculado a la Resistencia francesa durante la Segunda Guerra Mundial.

## Historia

### Fundación
Sus fundadores Robert Salmon y Philippe Viannay imprimieron los primeros números en una máquina ófset Rotaprint, escondida en los sótanos de la Sorbona, con una inscripción de una frase del filósofo Blaise Pascal: «No creo más que en las historias cuyos testigos se harían sacrificar».

### Cierre de la versión en papel
En enero de 2009, France-Soir fue adquirido por el joven magnate ruso Aleksandr Pugachov. El 17 de marzo de 2010, se lanzó con mucha publicidad (6 millones de euros) una nueva edición del periódico que pretendía ser más cercana al lector. El objetivo era relanzar las ventas mediante una bajada de precio y la llegada de nuevas firmas (Patrick Poivre d'Arvor, Laurent Cabrol).
Finalmente, la dirección encabezada por Pugachov decidió parar la edición en papel el 15 de diciembre de 2011, así como despedir a 89 empleados de un total de 127.

### Nueva línea conspirativa
En 2014 lo adquirió el empresario Xavier Azalbert, que cambió la línea editorial a tintes conspiranoicos. En 2019 los cuatro periodistas que quedaban en la redacción fueron despedidos. 
A partir de la pandemia de COVID-19, se convirtió en el medio de referencia para los antivacunas de Francia. Por ello en 2021, el Ministerio de Cultura comenzó las gestiones administrativas para retirarle el certificado de información política y general. En agosto de 2024, el tribunal administrativo de París confirmó la decisión de la Comisión Mixta de Publicaciones y Agencias de Prensa y dictaminó que France Soir ya no podía considerarse un medio de información on line por difundir desinformación en torno al Covid. Con esa decisión, France Soir perdió su estatus de "servicio de prensa" y todas las ventajas fiscales asociadas.

## Personalidades

### Directores
- Pierre Lazareff
- Robert Hersant
- Yves de Chaisemartin
- Philippe Bouvard
- Georges Ghosn
- Giovanni Serafini
- Raymond Lakah
- Jacques Lefranc
- Jean-Pierre Brunois

### Escritores
Han escrito en France Soir (fuera de editoriales)
| - Philippe Alexandre - Henri Amouroux - Raphaëlle Bacqué - André Bercoff - Lucien Bodard - Philippe Bouvard - Jacqueline Cartier - Jean Dutourd | - Max Gallo - Paul Gordeaux - Dominique Jamet - Joseph Kessel - Philippe Labro - Jean-Luc Mano - Jean-Paul Sartre - Jacques Séguéla | - Jacques Sternberg - Jean-Pierre Thiollet - Henri de Turenne |